# Henri Fournier (dirkač)
Henri Fournier, francoski dirkač, * 1871, Le Mans, Francija, † 1919, Francija.
Henri Fournier se je rodil leta 1871 v Le Mansu. Prvič je na pomembnejši dirki nastopil v sezoni 1901 in na dirki Pariz-Bourdeaux tudi prvič zmagal. Svojo drugo in zadnjo zmago v karieri je dosegel že na naslednji dirki iste sezone Pariz-Berlin, obakrat kot privatnik z dirkalnikom Mors. 5. novembra 1902 je postavil kopenski hitrostni rekord s 123 km/h v Dourdanu. Po treh zaporednih odstopih je prestopil v moštvo Fabbrica Auto Itala, kjer je na štirih dirkah najboljši rezultat dosegel osmo mesto na dirki za Veliko nagrado ZDA v sezoni 1908, po kateri se je upokojil kot dirkač. Umrl je leta 1919.